# Нукэкуби

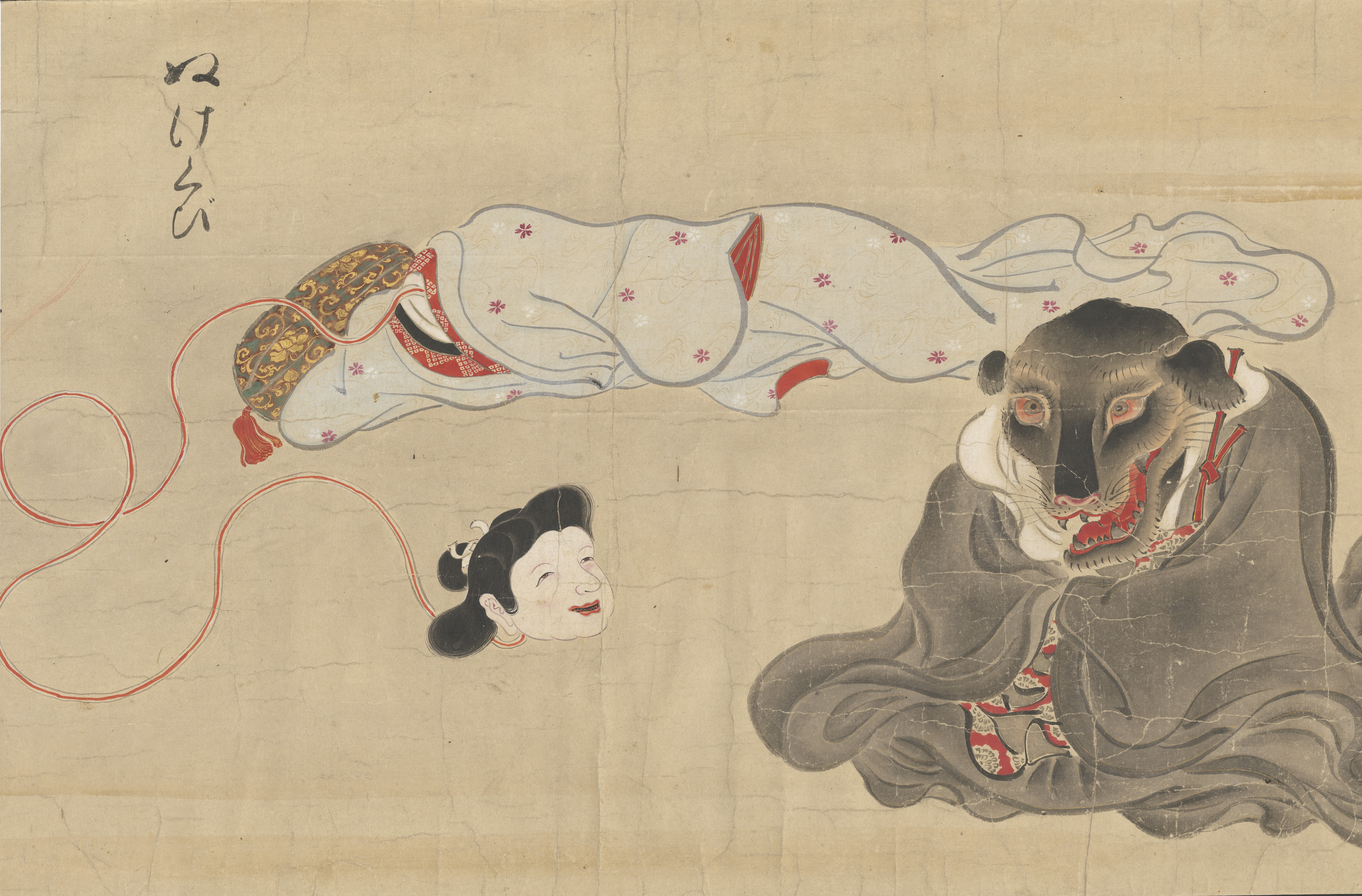
Нукэкуби. Свиток картинок бакэмоно.

Нукэкуби  (яп. 抜け首 «отсоединяющаяся шея») — нечисть из японской мифологии, которую часто путают с рокурокуби. Голова нукэкуби способна отделяться от тела и перемещаться по воздуху. Нукэкуби появились в народном фольклоре раньше, чем рокурокуби с удлиняющейся шеей. В классической литературе есть истории, в которых люди рассказывают, как видели в ночной тьме летающие головы. Нукэкуби фигурируют в классических кайданах (рассказах о сверхъестественном) и в произведениях о японских чудовищах.
Днём нукэкуби, как и рокурокуби, практически неотличимы от обычных людей. Единственным признаком, по которому их можно опознать, является полоска красных символов вокруг шеи, которую легко скрыть под ожерельем или воротником.  Нукэкуби не могут удлинять шею и менять лицо. Вместо этого ночью их голова отделяется от тела и улетает на поиски добычи, в то время как тело остаётся неподвижным. Иногда нукэкуби могут нападать на людей и выпивать их кровь. Нападая, голова нукэкуби пронзительно вопит, чтобы парализовать жертву страхом. 
Считается, что победить нукэкуби проще всего, помешав голове соединиться с телом: например, спрятать тело в кусты или утопить. Если голова, вернувшись из ночных полётов, не обнаружит своё тело, то она трижды ударяется о землю, после чего нукэкуби погибает. Существовало также поверье, что рокурокуби не могут напасть на человека, пока тот читает буддийские молитвы или сутры.
Иногда отделение головы от тела рассматривается как метафора, означающая душу, покидающую тело во время сна. Такая интерпретация указана, например, в «Повестях, рассказанных Сорори» («Сорори моногатари», яп.曾呂利物語), в главе «Дикие мысли женщины, блуждающие вокруг». В этом эпизоде мужчина увидел на улице нукэкуби – женскую голову – и погнался за ней с мечом. Голова успела скрыться в одном из домов, после чего люди слышали внутри голос: «Мне привиделся страшный сон. Меня преследовал мужчина с мечом. Я бежала всю дорогу домой, а потом проснулась».
Собиратель японского фольклора Лафкадио Херн приводит в своей книге «Квайдан» историю про то, как пятеро нукэкуби под вечер заманили на свой постоялый двор странствующего монаха, а ночью попытались его съесть. Однако монах понял, с кем имеет дело, и успел спрятать тело одного из нукэкуби, а потом до утра отбивался от летающих голов. Когда наступил рассвет, тот нукэкуби, который не досчитался своего тела, уже умирая, попытался укусить монаха, но промахнулся: вцепился в его одежду и погиб. Утром монах отправился в город с головой нукэкуби, прикреплённой к его одежде, и был задержан. Его рассказ о ночном происшествии судьи сначала сочли неправдоподобным. Однако один из знатоков сверхъестественного распознал голову как нукэкуби, после чего монаха отпустили.
В энциклопедии «Вакан сансай дзуэ» (倭漢三才圖會) упоминаются схожие существа из китайской мифологии, чья голова также отделяется от тела и парит в воздухе. Их называли фэйтоумань («летающая голова», 飛頭蛮). Эти существа, согласно описанию, используют уши как крылья и питаются насекомыми.  